# Staroje Drożżanoje
Staroje Drożżanoje (ros. Старое Дрожжаное) – wieś (sieło) w Rosji, w Tatarstanie, ośrodek administracyjny rejonu drożżanowskiego. W 2010 liczyła 3210 mieszkańców.